# Орша (Тверска област)
Орша или локално Нова Орша (рус. Орша, Новая О́рша) насељено је место са административним статусом варошице (рус. посёлок городского типа) на северозападу европског дела Руске Федерације. Налази се у јужном делу Тверске области и административно припада Калињинском рејону.
Према проценама националне статистичке службе, у вароши је 2014. живело 2.242 становника.

## Географија
Насеље је смештено на око 30 километара североисточно од града Твера, на северу Калињинског рејона. Налази се у тресавском подручју познатом као Оршински мох. Кроз насеље је некада протицала река Орша, лева притока Волге, али је због скретања њеног корита њен ток сада неколико километара источније.

## Историја
Насеље Орша основано је 1955. године као радничко насеље и везано је за експлоатацију тресета у том подручју. Статус варошице носи од 1974. године.

## Демографија
Према подацима са пописа становништва 2010. у вароши је живело 2.252 становника, док је према проценама за 2014. ту живело 2.242 становника.
| 1939. | 1959. | 1970. | 1979. | 1989. | 2002. | 2010. | 2014.  |
| ----- | ----- | ----- | ----- | ----- | ----- | ----- | ------ |
| ---   | ---   | ---   | 2,591 | 3,696 | 2,347 | 2,252 | 2,242* |

Напомена: * према проценама националне статистичке службе.